# On a souvent besoin d'un plus petit que soi
On a souvent besoin d’un plus petit que soi est une pièce de théâtre de Jules Verne en dix-neuf scènes écrite en 1848 ou 1849. 
Il ne reste de cette pièce en un acte en prose, qu'un scénario autographe. Le titre reprend la maxime de la fable Le Lion et le Rat de Jean de La Fontaine.

## Manuscrit
Le manuscrit est composé de deux feuillets de format 30 x 20 cm recto-verso. L'écriture est celle d'une mise au propre mais comporte tout de même quelques ratures. Le manuscrit est conservé dans le fonds Jules Verne de la bibliothèque municipale de Nantes sous la côte BM-MJV B 79.

## Argument
Mme de Nérives aime Albert de Graves mais n'ose lui avouer. Un autre prétendant arrive en son château, le colonel Mathias. Son louvetier, Rémy, dédaigné par Mathias, va aider Albert à conquérir le cœur de la jeune veuve. Alors qu'elle croit Albert mort en duel par la faute de Mathias et ce dernier prisonnier d'un piège à loup posé par Rémy, elle avoue de désespoir cet amour. Albert entend tout et Rémy n'a plus qu'à conclure par le célèbre adage. 
Dans l'argument de la pièce figurent, pour quelques scènes, des bribes de dialogues.

## Personnages
Liste des personnages :
- Jeanne de Nérives[4], jeune veuve, maîtresse femme.
- Rémy, jeune louvetier de 18 ans, presque un enfant.
- Le colonel Mathias, 45 ans, une force herculéenne, ne doutant de rien.
- Albert de Graves, 28 ans, sensible, mais peu entreprenant avec les femmes.

## Commentaires
Ce texte se rapproche, intrigue et personnages, de celui imaginé pour Le Coq de bruyère (également inachevé et rédigé à la même époque). Verne tente ici une approche de la comédie-proverbe ou proverbe dramatique, qui fut mis à l’honneur par Théodore Leclercq (1777-1851)  et auquel Alfred de Musset se laissa lui-même aller. L’écrivain y reviendra plus tard (en 1852) avec une pièce qui parut dans Le Musée des familles : Les Châteaux en Californie, sous-titrée Pierre qui roule n’amasse pas mousse.